# Орар
Орар или орарион (грч. ὀράριον) је део ђаконске одежде. То је дуга, широка трака, коју ђакон носи на левом рамену, а десном руком придржава други крај. Носи се преко стихара.
Када ђакон подигне орар, тиме даје знак вернима да је време да се моли одређена молитва или да се изврши нека богослужбена радња. Орар представља анђеоска крила и симболише готовост ђакона да брзо врши вољу Божју. На орарима су често извезени шестокрили серафими, чији положај крила приказује крст. 
Сам назив орар се тумачи на више начина: према латинском ос, орис - уста, ораријум, јер ђакон брише уста верних после причешћа. Грци изводе ту реч од хорио - гледам, посматрам, јер ђакон прати службу и даје знак када шта треба да се уради или каже. Такође постоји мишљење да потиче од хорос - час, јер ђакон, држећи крај орара са три прста, позива народ на молитву у одређеним моментима.